# Plaque de l'Amour
La plaque de l'Amour est une plaque tectonique de la lithosphère de la planète Terre. Sa superficie est de 0,13066 stéradians. Elle est généralement associée à la plaque eurasiatique.
La plaque de l'Amour aurait provoqué le séisme de 1976 à Tangshan.

## Toponymie
La plaque de l'Amour est nommée d'après le fleuve Amour, qui forme la frontière entre l'Extrême-Orient russe et le nord-est de la Chine. Le nom Amour reflète phonétiquement le nom russe du fleuve, Амур (prononcé : /ɐ.ˈmur/). Ce dernier proviendrait d'un terme bouriate signifiant « boueux » ou bien du terme toungouse амар ou дамур signifiant « grande rivière ».

## Géographe
La plaque se situe dans l'est de l'Asie. Elle couvre le sud-est de la Sibérie, la rive sud-est du lac Baïkal, l'est de la Mongolie, la Mandchourie, l'ouest de Sakhaline, la péninsule coréenne, la mer du Japon, le sud-est de la mer Jaune et le sud du Japon.
La plaque de l'Amour est en contact avec les plaques d'Okhotsk, eurasiatique, du Yangtsé, d'Okinawa et des Philippines, avec laquelle elle forme la fosse de Nankai dont fait partie la fosse de Suruga (en).
Le déplacement de la plaque de l'Amour se fait à une vitesse de rotation de 0,9309° par million d'années selon un pôle eulérien situé à 57°65' de latitude nord et 83°74' de longitude ouest (référentiel : plaque pacifique).

## Sources
- (en) Peter Bird, An updated digital model of plate boundaries, vol. 4, Geochemistry Geophysics Geosystems, 14 mars 2003 (DOI 10.1029/2001GC000252, Bibcode 2003GGG.....4.1027B, lire en ligne)